# Barani
Barani è un dipartimento del Burkina Faso classificato come comune, situato nella provincia  di Kossi, facente parte della Regione di Boucle du Mouhoun.
Il dipartimento si compone del capoluogo e di altri 41 villaggi: Babakuy, Bangassi-Koro, Bangassi Kourou, Berma, Bogo, Boulé, Boulemporo, Cissé, Diamahoun, Djallo, Dienwely, Douré, Illa, Kamandadougou, Karekuy, Kessekuy, Kinseré, Kolonkan Goure Ba, Kolonkan Goure Diall, Konkoro, Koroni, Koubé, Koulerou, Manekuy, Mantamou, Medougou, Nabasso, Niako, Niemini-Peulh, Gnimanou, Ouemboye, Oueressé, Pampakuy, Sekuy, Sekuy-Ira, Sokoura, Soudogo, Tira, Torokoto, Waribèrè e Yalankoro.